# Ravenna (Michigan)
Ravenna è un villaggio degli Stati Uniti d'America, situato nello Stato del Michigan, nella contea di Muskegon.